# Skibsmåling
Skibsmåling skal foretages på alle danske skibe for at lovliggøre deres sejlads i danske- og internationale farvande.
Målingerne udføres, af klassifikationsselskaber, andre virksomheder eller enkeltpersoner, der på nærmere angivne vilkår er autoriseret her til af Søfartsstyrelsen, efter reglerne som er fastsat i Den internationale konvention om måling af skibe (1969).
Målingerne udføres på skibe af en længde på 24 m og derover med undtagelse af krigsskibe . Efter målingerne og godkendelse udstedes et Internationalt målebrev (1969).
Det udstedte målebrev skal altid befinde sig om bord på skibet og på forlangende forevises for vedkommende myndigheder.

## Ekstern henvisning
- Bekendtgørelse af lov af lov om skibsmåling Hentet 26. august 2009